# Arktische Kordillere
Die Arktische Kordillere (englisch Arctic Cordillera) ist ein stark gegliedertes Gebirge entlang der nordöstlichen Küste Nordamerikas und zugleich das zweitnördlichste Gebirge der Erde. Es dehnt sich zusammengenommen (einschließlich der untermeerischen Bereiche) über 3200 km aus und erstreckt sich in Kanada von Ellesmere Island (820 km) über Devon Island (150 km) (Innuitian Mountains) und die Baffin Mountains auf der Baffininsel (1250 km im Nordosten und 320 km im Süden) bis zu den Torngatbergen an der Ostküste der Labrador-Halbinsel (740 km). Die Arktische Kordillere bedeckt einen großen Teil des Kanadisch-arktischen Archipels, viele der Berge sind vergletschert und ragen aus Eisfeldern oder Eiskappen heraus. Im Osten wird die Arktische Kordillere von der Baffinbucht, der Davisstraße und der Labradorsee begrenzt, im Norden vom Arktischen Ozean.
Das Gebirge liegt überwiegend im Territorium Nunavut, ein kleiner Teil im Südosten in den Provinzen Neufundland und Labrador und Québec. Es ist in mehrere kleinere Gebirgsketten unterteilt, deren Berge Höhen von über 2000 m erreichen. Höchster Berg ist der 2616 m hohe Barbeau Peak im British Empire Range auf Ellesmere Island, der zugleich die höchste Erhebung im Osten Nordamerikas darstellt. Manchmal wird für die Arktische Kordillere auch der Begriff Arctic Rockies verwendet, dies aufgrund der Ähnlichkeit zu den bekannteren Rocky Mountains (Teil der Kordilleren) im Westen Kanadas. Die Arktische Kordillere ist auch eine der 15 Ökoregionen Kanadas.

## Geographie
Der größte Teil der Arktischen Kordillere liegt auf Ellesmere Island, Baffin Island, Bylot Island, Devon Island und Bathurst Island, ein kleiner Teil an der Nordspitze der Labrador-Halbinsel.

### Schutzgebiete

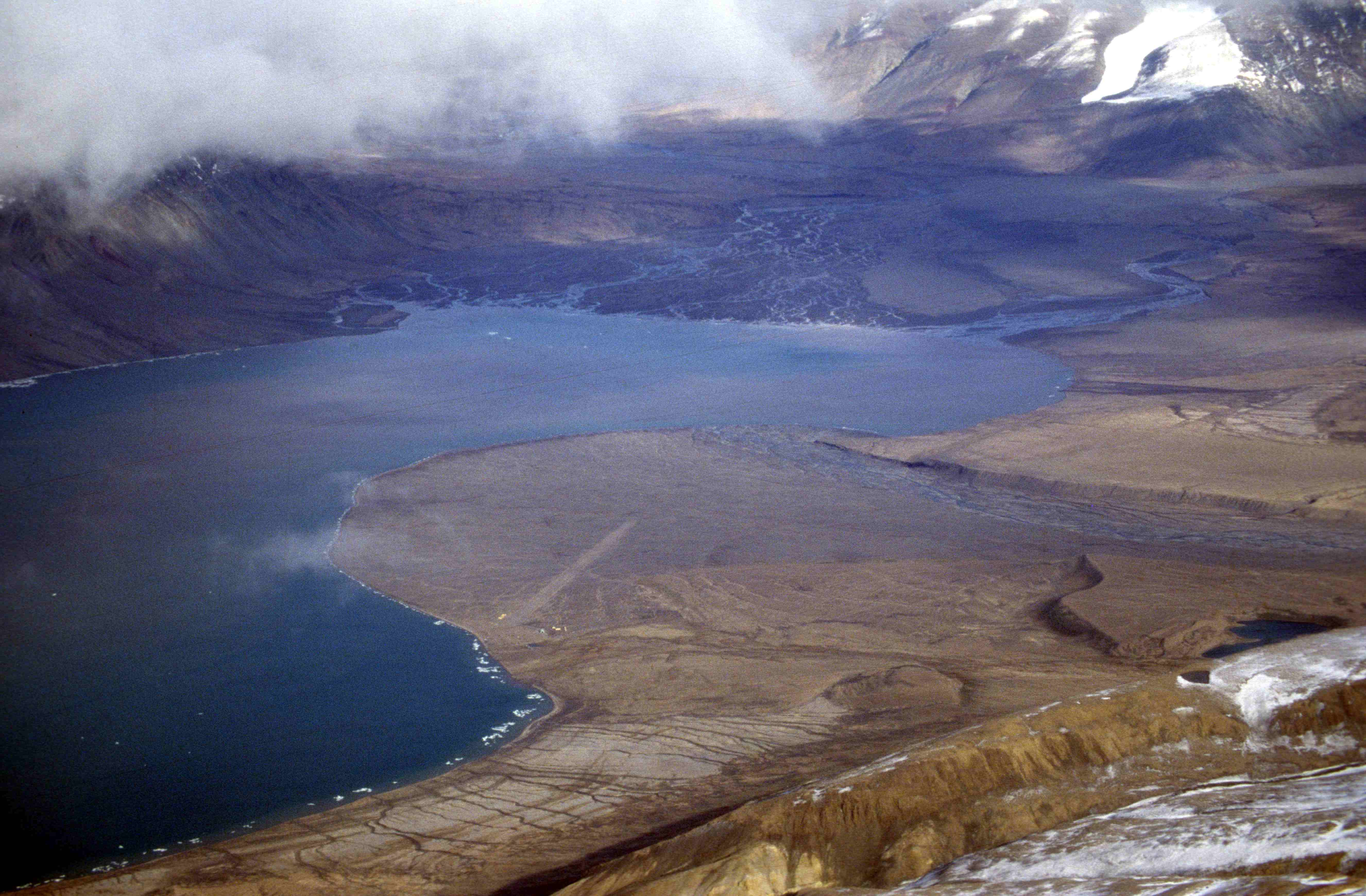
Tanquary-Fjord mit den Mündungen von Air Force River, Rollrock River und Macdonald River

Mehr als ein Fünftel von Ellesmere Island, der Quttinirpaaq-Nationalpark, steht unter Schutz. Der Nationalpark umfasst sieben Fjorde und eine Vielzahl von Gletschern. Dort liegt auch Lake Hazen, der weltweit größte See nördlich des Polarkreises. Barbeau Peak, der höchste Berg Nunavuts (2616 m) befindet sich auf Ellesmere Island im British Empire Range. Die Challenger Mountains, die nördlichste Bergkette der Welt, liegen in der Nordwestregion der Insel. Der nördliche Zipfel der Insel heißt Grant Land.
Der Sirmilik-Nationalpark im Norden von Baffin Island ist bekannt für die großen Populationen von Dickschnabellummen, Dreizehenmöwen und Schneegänsen. Geografisch ist der Sirmilik-Nationalpark dreigeteilt in Bylot Island, den Nordosten der Borden-Halbinsel und ein südlich von Pond Inlet gelegenes Gebiet zwischen Oliver-Sund und Paquet Bay.
Der Auyuittuq-Nationalpark liegt auf der Cumberland-Halbinsel im Südostteil von Baffin Island. Auf Inuktitut, der Sprache der Inuit, bedeutet Auyuittuq „das Land, das nie schmilzt“. Auyuittuq wurde 1976 als Naturreservat geschaffen und erhielt 2000 den Status eines Nationalparks. Bekannte Berge sind Mount Asgard und Mount Thor mit der höchsten senkrechten Steilwand der Welt.
Der Torngat-Mountains-Nationalpark auf der Labrador-Halbinsel umfasst einen weiten Teil der Torngatberge am südlichen Ende der Arktischen Kordillere. Er wurde 2005 geschaffen und ist der erste Nationalpark in der Teilprovinz Labrador.

### Höchste Berge

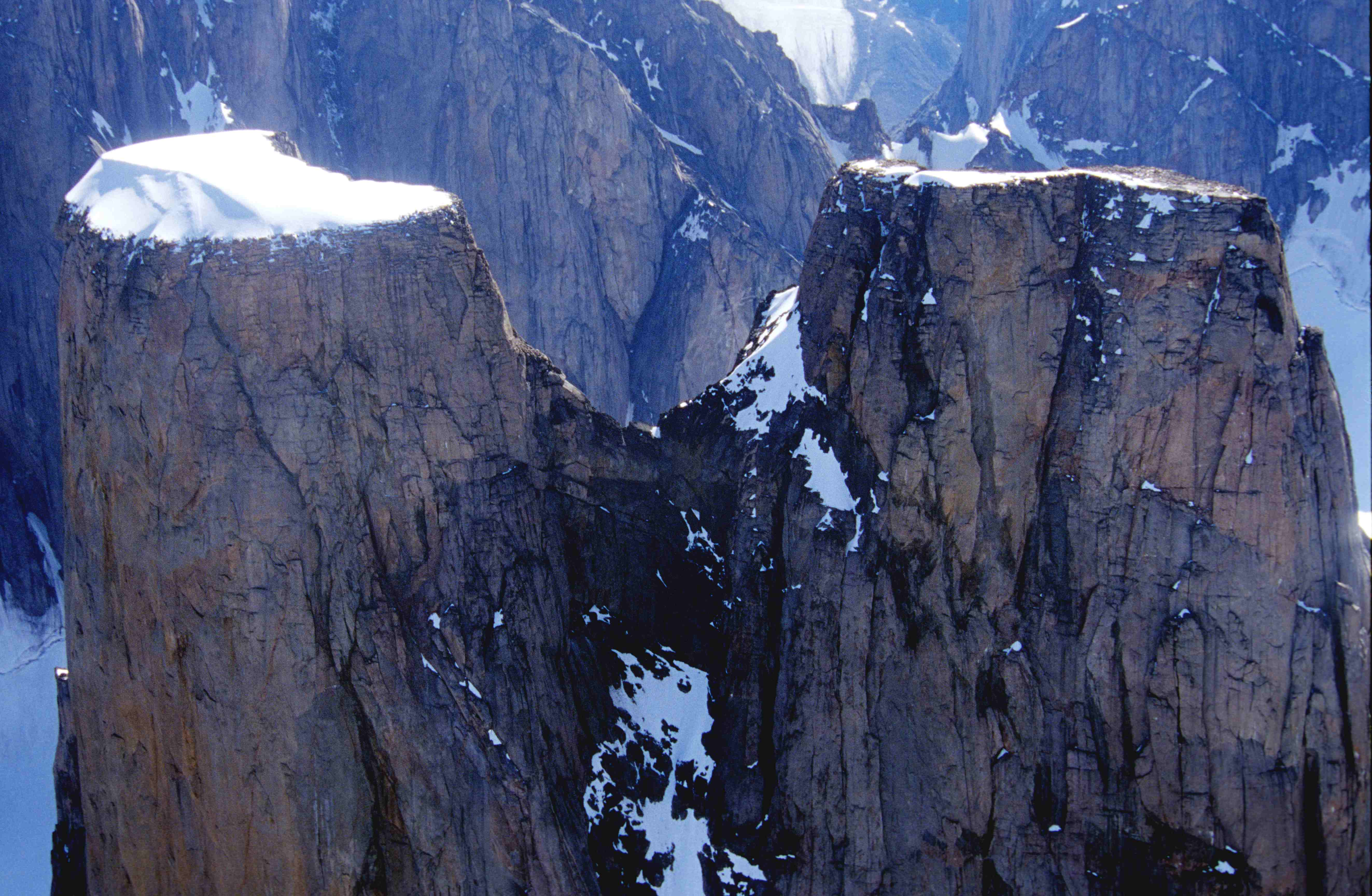
Mount Asgard (Juli 2001)

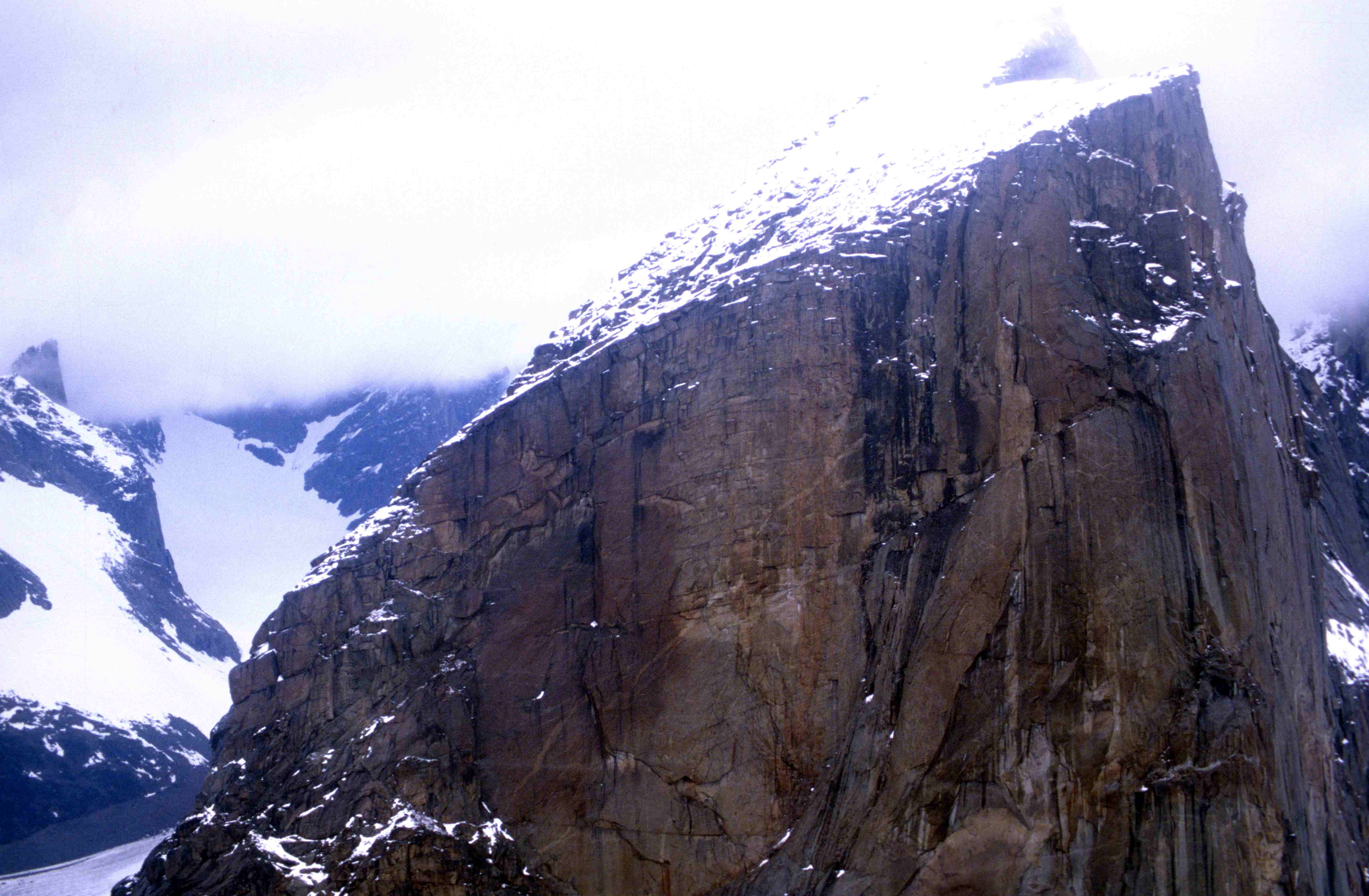
Mount Thor (1997)

| Berg                  | Höhe in m | Anmerkungen                                                     |
| --------------------- | --------- | --------------------------------------------------------------- |
| Barbeau Peak          | 2.616     | Höchster Punkt im östlichen Nordamerika                         |
| Mount Whisler         | 2.500     | Zweithöchster Punkt im östlichen Nordamerika                    |
| Commonwealth Mountain | 2.225     |                                                                 |
| Mount Oxford          | 2.210     |                                                                 |
| Outlook Peak          | 2.210     | Höchster Punkt auf Axel Heiberg Island                          |
| Mount Odin            | 2.147     | Höchster Punkt von Baffin Island                                |
| Mount Asgard          | 2.015     |                                                                 |
| Qiajivik Mountain     | 1.963     | Höchster Punkt im nördlichen Teil von Baffin Island             |
| Angilaaq Mountain     | 1.951     | Höchster Punkt auf Bylot Island                                 |
| Kisimngiuqtuq Peak    | 1.905     |                                                                 |
| Arrowhead Mountain    | 1.860     |                                                                 |
| Mount Eugene          | 1.850     |                                                                 |
| Ukpik Peak            | 1.809     |                                                                 |
| Mount Nukap           | 1.780     |                                                                 |
| Bastille Peak         | 1.733     |                                                                 |
| Mount Thule           | 1.711     |                                                                 |
| Angna Mountain        | 1.710     |                                                                 |
| Mount Thor            | 1.675     | Höchste senkrechte Steilwand der Welt                           |
| Mount Caubvick        | 1.642     | Höchster Punkt auf dem kanadischen Festland östlich von Alberta |

### Bergketten
Mehrere Teilketten der Arktischen Kordillere besitzen offizielle Bezeichnungen. Es sind dies:
- Adam Range auf der Île Vanier

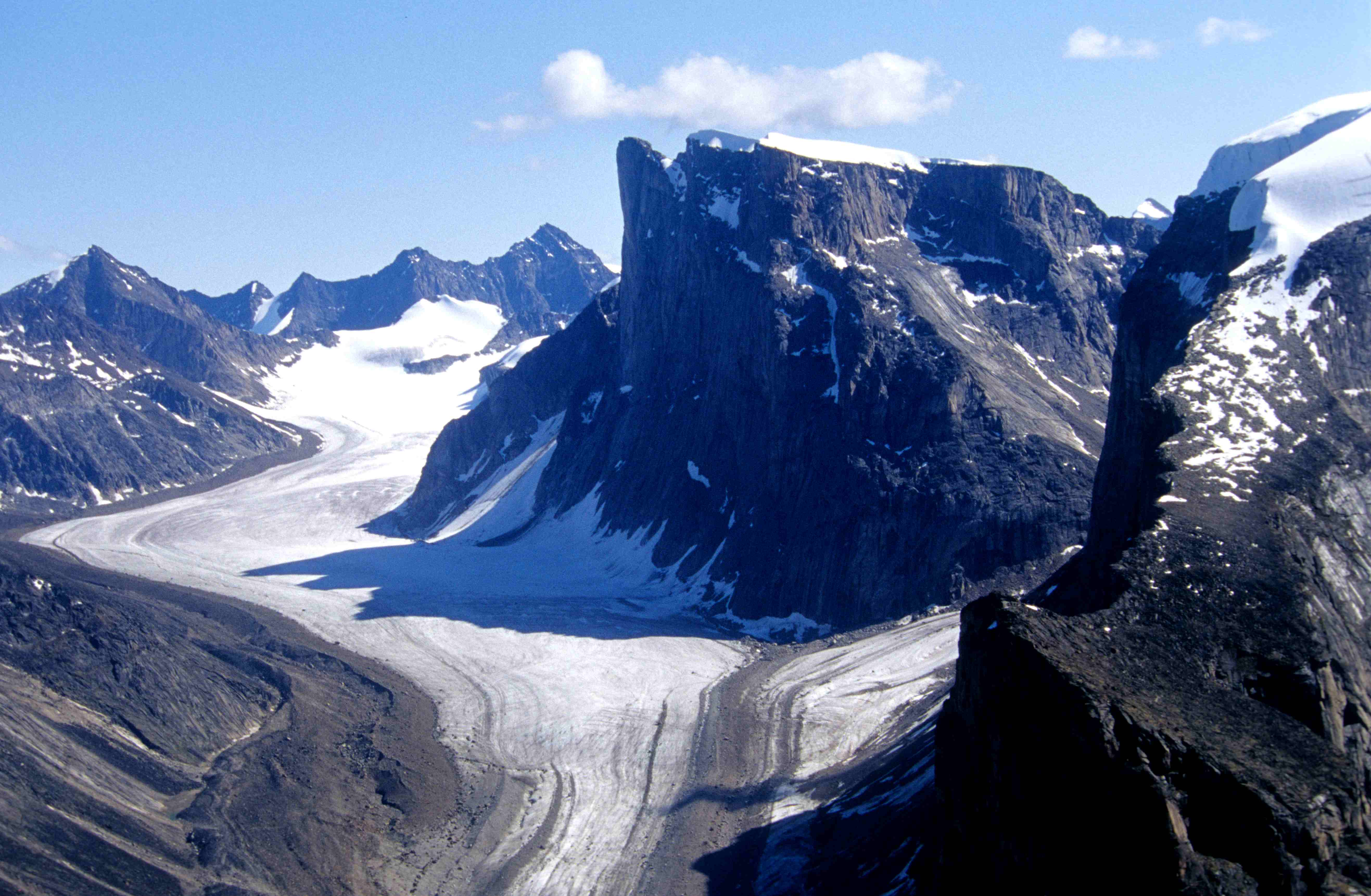
Charakteristische Felsformationen und Gletscher

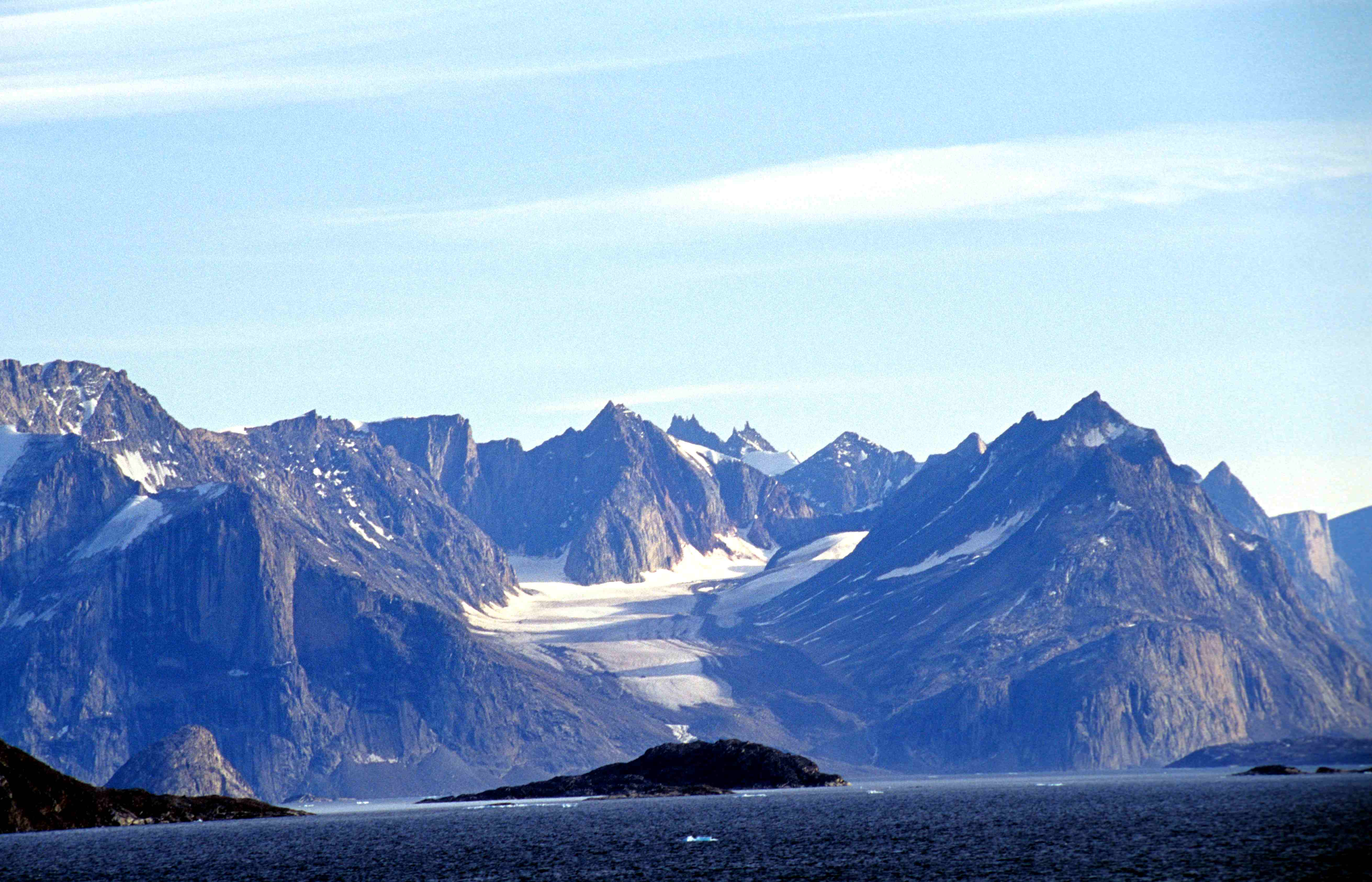
Nedlukseak-Fjord (Davis Strait) mit Blick auf die Berge

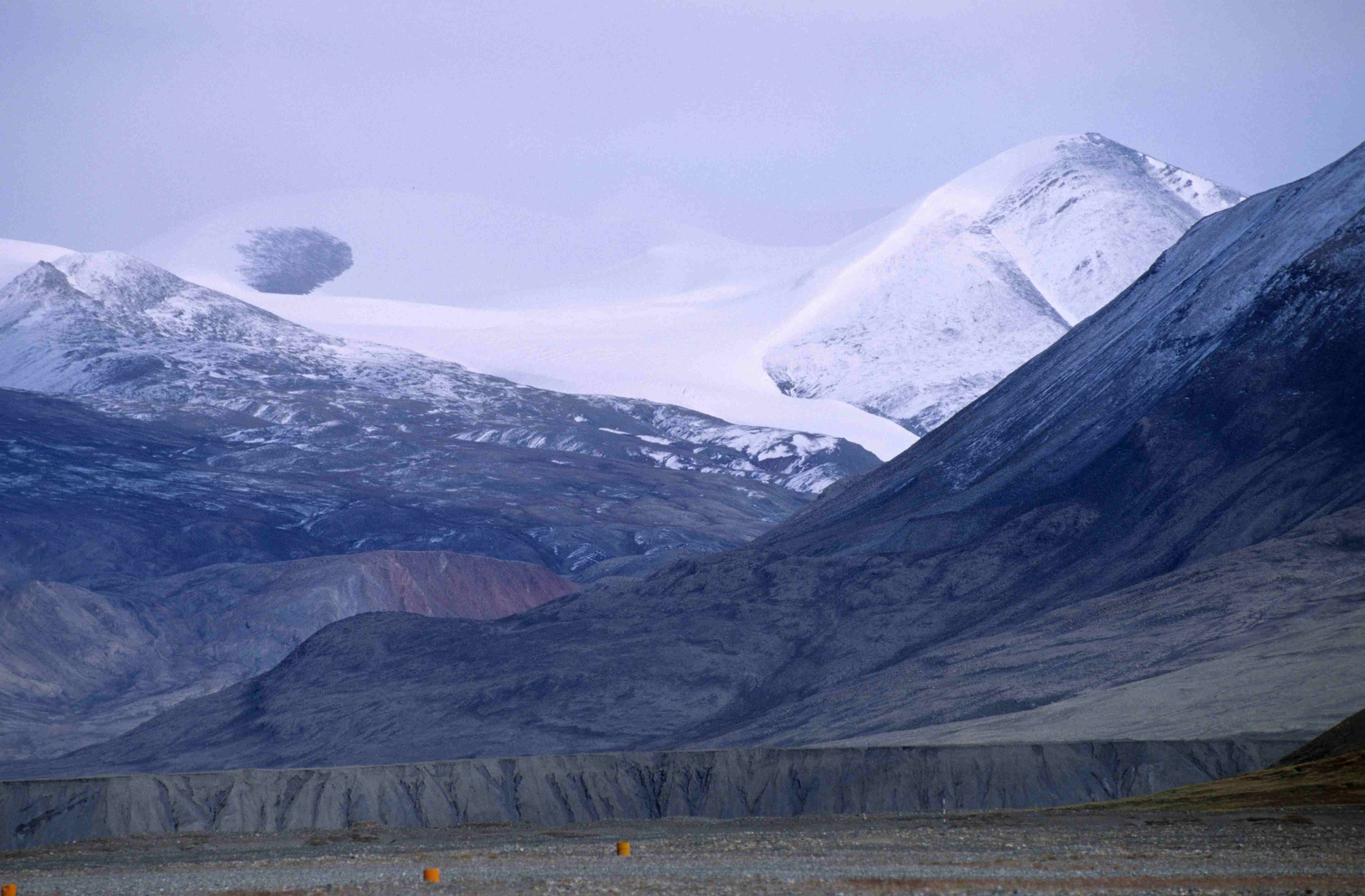
Conger Range mit Ad Astra-Eisfeld

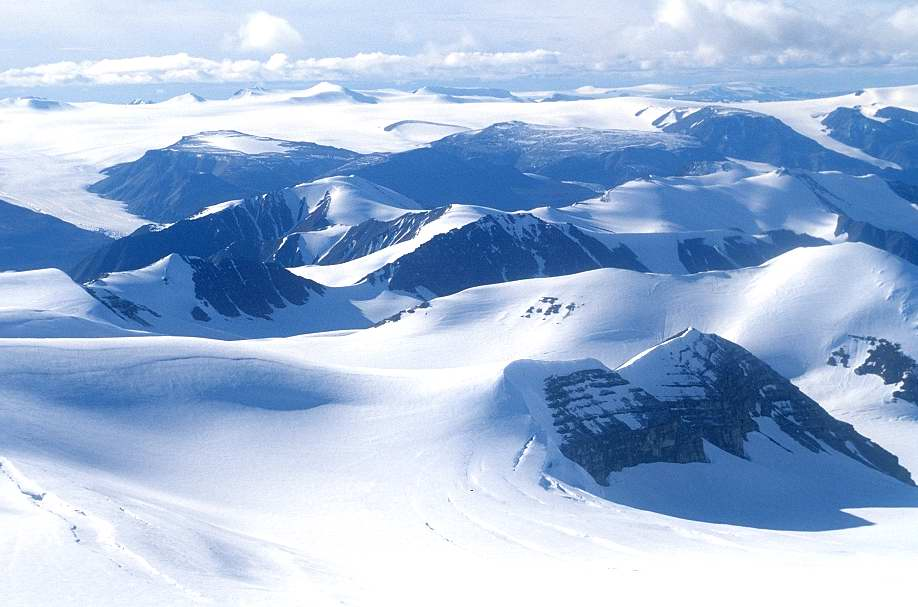
Osborn Range

- Baffin Mountains im Osten von Baffin Island
- Blackwelder Mountains im Osten von Ellesmere Island
- Blue Mountains im Osten von Ellesmere Island
- Boulder Hills im Norden von Ellesmere Island
- British Empire Range im Norden von Ellesmere Island
- Bruce Mountains Along im Osten von Baffin Island
- Byam Martin Mountains auf Bylot Island
- Challenger Mountains im Nordosten von Ellesmere Island
- Conger Range im südlichen Quttinirpaaq-Nationalpark auf Ellesmere Island
- Cunningham Mountains im Süden von Devon Island
- Douro Range im Nordwesten von Devon Island
- Everett Mountains westlich der Frobisher-Bucht auf Baffin Island
- Garfield Range im Norden von Ellesmere Island
- Geodetic Hills im Zentrum von Axel Heiberg Island
- Grinnell Range im Nordwesten von Devon Island
- Grogan Morgan Range im Norden von Bathurst Island
- Haddington Range im Nordwesten von Devon Island
- Hartz Mountains im Norden von Baffin Island
- Inglefield Mountains im Südosten von Ellesmere Island
- Innuitian Mountains auf Ellesmere Island, Axel Heiberg Island, Bathurst Island, der Île Vanier und im Nordosten von Devon Island
- Jeffries Range im Norden von Bathurst Island
- Joy Range im Südosten von Axel Heiberg Island
- Krag Mountains im Norden von Baffin Island
- Krieger Mountains im Süden von Ellesmere Island
- Osborn Range im Norden von Ellesmere Island
- Precipitous Mountains im Norden von Baffin Island
- Prince of Wales Mountains im Zentrum von Ellesmere Island
- Princess Margaret Range im Zentrum von Axel Heiberg Island
- Sawtooth Range zwischen der Posheim-Halbinsel und Wolf Valley auf Ellesmere Island
- Selamiut Range an der Nordspitze von Labrador
- Scoresby Hills im Osten von Bathurst Island
- Stokes Range im Norden von Bathurst Island
- Swiss Range im Zentrum von Axel Heiberg Island
- Thorndike Peaks im Süden von Ellesmere Island
- Torngatberge an der Nordspitze von Labrador
- Treuter Mountains im Norden von Devon Island
- United States Range im Norden von Ellesmere Island
- Victoria and Albert Mountains im Osten von Ellesmere Island
- White Triplets Peaks im Zentrum von Axel Heiberg Island

## Geologie
Der nördliche Teil der Arktischen Kordillere wurde während der „Inuitischen Gebirgsbildung“ (Inuitian orogeny) aufgefaltet, als sich die Nordamerikanische Platte in der Mitte des Mesozoikums nach Norden verschob. Er besteht aus magmatischem und metamorphem Gestein, zum größten Teil jedoch aus Sedimentgesteinen. Die Berge auf Axel Heiberg Island bestehen zumeist aus langen Kämmen gefalteter paläozoischer und mittelmesozoischer Sedimentgesteine, mit kleineren magmatischen Intrusionen.
Die Arktische Kordillere ist jünger als die Appalachen, so dass die Erosion die Berge weitaus weniger zu gerundeten Hügeln verformt hat. Die Berge sind kahl, da Bäume weder das extrem kalte Winterklima überleben noch während des Sommers wachsen können. Weite Gebiete sind dauerhaft von Eis und Schnee bedeckt. Die Arktische Kordillere ähnelt den Appalachen in der Zusammensetzung und verfügt über ähnliche Minerale. Die mineralischen Ressourcen sind kaum erforscht worden, da die Ausbeutung aufgrund der Abgeschiedenheit der Region zu kostspielig ist und weiter südlich billigere Alternativen bestehen.
Die Berge im südöstlichen Teil von Ellesmere Island bestehen hauptsächlich aus Gneis, mit kleineren Einschüben vulkanischer Felsen. Sie gelten als im höchsten Maße erodiert, mit tiefen vertikalen Rillen und schmalen Graten.
Die Arktische Kordillere bildet den östlichen Rand des Kanadischen Schilds, der den größten Teil Kanadas bedeckt. Präkambrisches Gestein ist die Hauptkomponente des Grundgebirges.

## Flora und Fauna

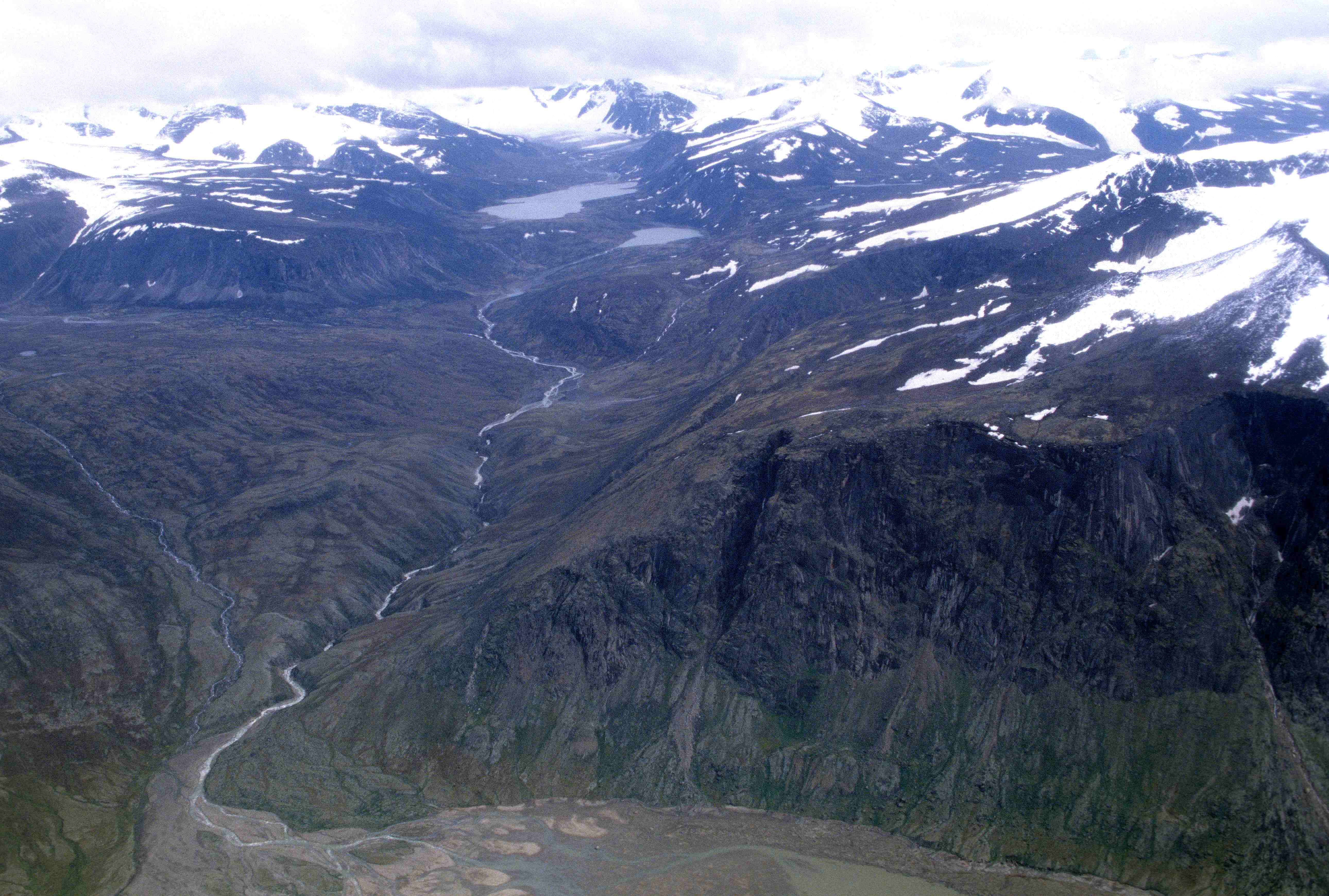
Qijuttaaqanngittuq-Tal in den südlichen Baffin Mountains

Der Bewuchs ist sehr spärlich in den rauen klimatischen Bedingungen, da während des gesamten Jahres Frost auftreten kann und Erdboden selten vorkommt. Drei Viertel des Gebiets sind reines Gestein, selbst Flechten sind rar und Bäume kommen nur an besonders geschützten Stellen vor. In der Region wachsende Pflanzen sind meist kleine Arten, die in Form dicker isolierender Matten wachsen, um sich vor der Kälte zu schützen, oder sind mit dicken Haaren bedeckt, die der Isolierung und dem Schutz vor Winden dienen. Zu den hier wachsenden Pflanzenspezies gehören Schwarzfichte, Arktische Weide, Wollgräser, Sauergrasgewächse, Moose, Hainsimsen, Binsen, Steinbrechgewächse, Diapensia, Arktischer Mohn, Silberwurz, Alpensäuerling, Leimkraut, Blaubeere und Heidekrautgewächse.
Die Bedingungen sind zu lebensfeindlich, als dass hier Reptilien und Amphibien überleben könnten, auch Insekten sind rar. Moschusochse und Karibu sind die einzigen großen Pflanzenfresser, Eisbär und Polarwolf die einzigen großen Fleischfresser. Kleinere Pflanzenfresser sind unter anderem Polarhase und Halsbandlemming, zu den kleineren Fleischfressern gehören Polarfuchs und Hermelin. Im Meer lebende Säugetiere sind unter anderem Narwal, Weißwal, Walross, Bartrobbe und Ringelrobbe.
Zu den in der Arktischen Kordillere lebenden Vögeln gehören Alpenschneehuhn, Gerfalke, Schneeeule, Dickschnabellumme, Dreizehenmöwe, Steinwälzer, Knutt, Gryllteiste, Sandregenpfeifer, Eissturmvogel, Sterntaucher, Schneegans und Eiderente.

## Klima und Besiedlung
Das Klima der Arktischen Kordillere ist eines der unwirtlichsten in ganz Kanada. Im Winter fällt die Temperatur auf −35 °C. Auf Axel Heiberg Island gefundene, rund 40 Millionen Jahre alte Baumstümpfe deuten darauf hin, dass dieser nördliche Teil der Kordillere einst wärmer und feuchter war als heute.
Nur knapp 1500 Menschen leben in der Region, hauptsächlich in den Siedlungen Clyde River und Qikiqtarjuaq auf Baffin Island. Die überwiegende Mehrheit sind Inuit, die ihre Lebensgrundlage im Jagen, Fischen und Fallenstellen haben.